# Hot Shots!
Hot Shots! er en komediefilm fra 1991 med skuespillerne Charlie Sheen, Cary Elwes, Valeria Golino, Lloyd Bridges, Kevin Dunn, Jon Cryer og Ryan Stiles.
Filmen blev instrueret af Jim Abrahams. 

## Eksterne Henvisninger
- Hot Shots! på Internet Movie Database (engelsk)
- Hot Shots! på Filmdatabasen
- Hot Shots! på Scope
- Hot Shots! i Svensk Filmdatabas (svensk)
- Hot Shots! på AlloCiné (fransk)
- Hot Shots! på MovieMeter (nederlandsk)
- Hot Shots! på AllMovie (engelsk)
- Hot Shots! hos American Film Institute (engelsk)
- Hot Shots! på Turner Classic Movies (engelsk)
- Hot Shots! på The Movie Database (engelsk)